# Bill Lee
William Byron Lee, född 9 oktober 1959 i Franklin, Tennessee är en amerikansk affärsman och republikansk politiker. Han är Tennessees guvernör sedan den 19 januari 2019. Lee kandiderade som en affärsorienterad republikan.

## Biografi
Lee blev uppväxt på en gård i Fernvale, Tennessee och gick på Auburn University i Alabama. 
Lee meddelade sin kampanj till guvernörsvalet i april 2017, han kanderade på en socialt och finansiellt konservativ plattform. Han besegrade den demokratiska kandidaten Karl Dean den 6 november.

## Privatliv
Lee bor i Fernvale med sin andra maka Maria, som han gifte sig med under 2008. Hans första maka Carol Ann dog år 2000 i en ridolycka. Lee beskriver sin makas död som en av de mest smärtsamma ögonblicken i hans liv.  Efteråt tog han förlängd ledighet från sitt byggföretag för att uppfostra sina fyra barn.